# Édgar Ramírez
Édgar Filiberto Ramírez Arellano (San Cristóbal, 25 de março de 1977) é um ator venezuelano.

## Biografia
Graduou-se em 1999 em Comunicação pela Universidade Católica Andrés Bello. Debutou como ator na novela venezuelana Cosita Rica em 2003. A partir do filme Domino do diretor Tony Scott, iniciou sua carreira internacional. Destacou-se nos papéis do assassino Paz que persegue Jason Bourne em The Bourne Ultimatum e como Ilich Ramírez Sánchez na minissérie Carlos. Nesta última, sua atuação recebeu as indicações de melhor ator em minissérie ou filme de televisão nos Screen Actors Guild Awards, Prêmios Globo de Ouro 2011 e nos Emmy Awards 2011. Em 12 de novembro de 2010, Ramírez foi nomeado embaixador da boa vontade da UNICEF.

## Filmografia selecionada
- 2005 - Domino
- 2006 - Elipsis
- 2007 - The Bourne Ultimatum
- 2008 - Che
- 2008 - Vantage Point
- 2010 - Carlos
- 2012 - Wrath of the Titans
- 2012 - Zero Dark Thirty
- 2013 - The Counselor
- 2014 - Deliver Us From Evil
- 2015 - Joy (filme)
- 2015 - Point Break
- 2016 - Hands Of Stone
- 2016 - The Girl on the Train
- 2016 - Gold
- 2017 - Desencuentro (clipe musical)
- 2017 - Bright
- 2018 - The Assassination of Gianni Versace: American Crime Story
- 2020 - Wasp Network
- 2020 - The Last Days of American Crime
- 2020 - The Undoing
- 2021 - Yes Day
- 2024 - Emilia Pérez